# Søholm (Emdrup)
 For alternative betydninger, se Søholm. (Se også artikler, som begynder med Søholm)
Søholm er et fredet landsted i neoklassisk stil ved Emdrup Sø i Hellerup i København.
Bygningen blev opført for grosserer Joseph Nathan David (1758–1839) efter tegninger af C.F. Hansen i 1809. Det var den første bygning, C.F. Hansen fuldførte, efter at han flyttede fra Slesvig-Holsten til København. De to enetages sidefløje blev tilføjet i 1858. Bygningen blev restaureret af Gotfred Tvede i 1912-1915. Den blev senere benyttet som plejehjem. I 1982 blev den erhvervet af Arkitekternes Pensionskasse og genskabt.
Bygningen består af 848 m² kontorer og 152 m² bolig. Den var til salg pr. februar 2016 til 16,8 mio. kr.